# Stazione di Dinazzano
La stazione di Dinazzano è una fermata ferroviaria posta sulla ferrovia Reggio Emilia-Sassuolo, a servizio della frazione Dinazzano di Casalgrande. È gestita dalle Ferrovie Emilia-Romagna (FER).

## Storia
La fermata venne attivata il 7 settembre 1891.

## Strutture e impianti
La fermata è dotata di un unico binario, servito da un marciapiede alto (55 cm).
Il sistema di informazioni ai viaggiatori è esclusivamente sonoro, senza tabelloni video di stazione.

## Movimento
La fermata è servita dai treni regionali in servizio sulla tratta Reggio Emilia-Sassuolo, con undici corse quotidiane tra i due capolinea. I treni sono svolti da Trenitalia Tper nell'ambito del contratto di servizio stipulato con la regione Emilia-Romagna.
A novembre 2019, la stazione risultava frequentata da un traffico giornaliero medio di circa 78 persone (39 saliti + 39 discesi).